# Vuurtoren van Oostvoorne

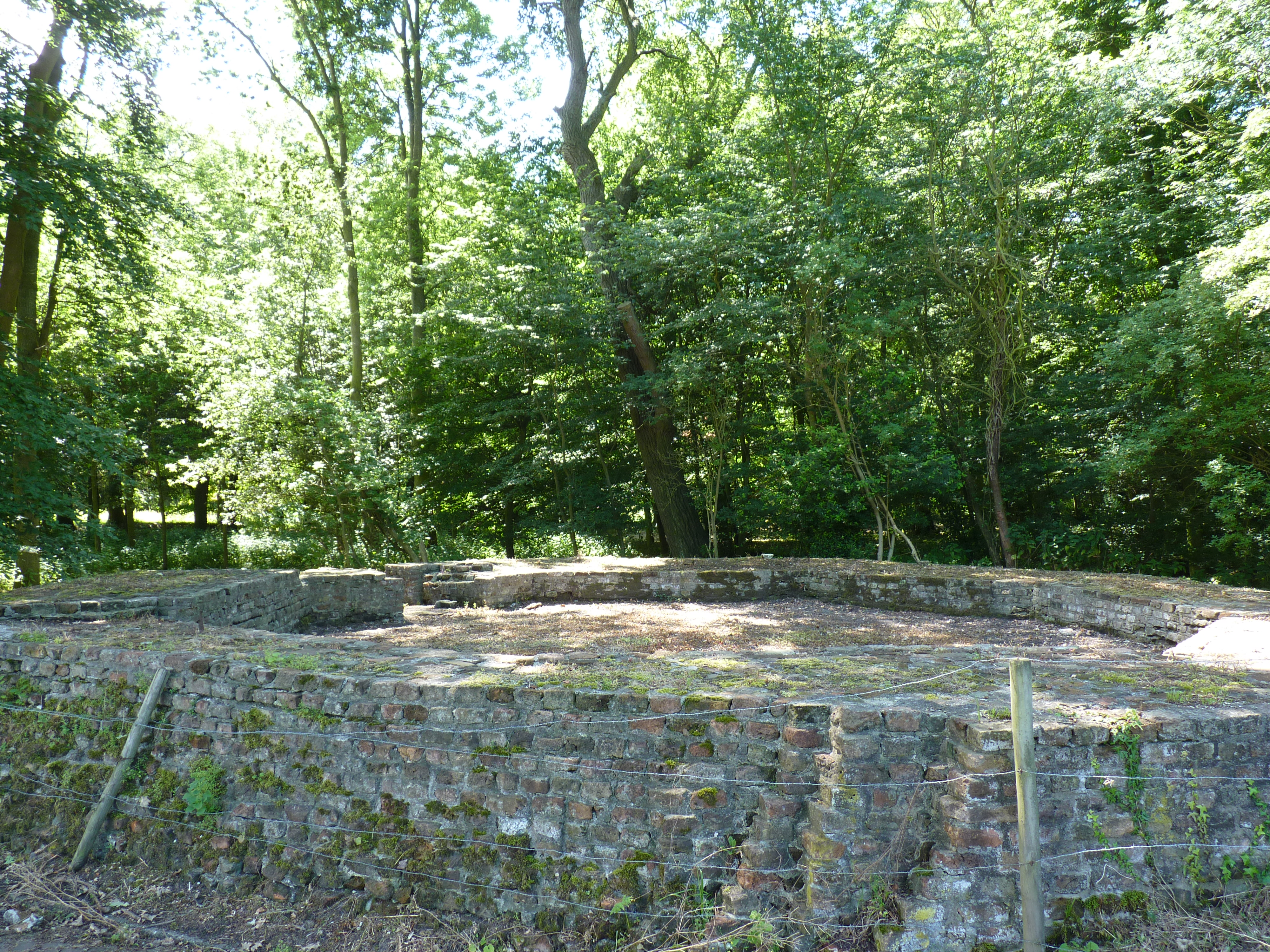
Geconsolideerd fundament vuurtoren

De vuurtoren van Oostvoorne te Oostvoorne werd gebouwd in circa 1350 op de plaats waar sinds 1280 een houten voorganger had gestaan. Op de toren kon een vuur gestookt worden om schepen die richting Brielle voeren de juiste richting te wijzen.
De stenen vuurbaak wordt voor het eerst vermeld in 1459. Hij was 30 meter hoog en achtzijdig van vorm met een inwendige doorsnede van 12 meter. De muren waren twee meter dik en werden afgedekt met een van leien voorzien puntdak. Het bouwwerk werd in 1551 gesloopt. Op een landkaart uit het einde van de achttiende eeuw wordt de plaats nog aangegeven. In 1559 wordt ten noordoosten van Oostvoorne aan de Heindijk, op de plaats waar nu nog de Stenen Baak staat, een nieuwe vuurbaak gebouwd.
In 1937 is het fundament met restanten van muurwerk herontdekt bij landhuis Het Reigersnest op het terrein van landgoed Mildenburg. In 1964 zijn de overblijfselen voor onderzoek opnieuw opgegraven en gerestaureerd. De geconsolideerde resten zijn te bezichtigen aan de Zwartelaan in Oostvoorne.